# Escudo de Mari-El

Escudo de armas de la República de Mari-El.

El escudo de armas de Mari-El es el símbolo nacional de la República de Mari-El de la Federación Rusa.
El actual escudo de armas fue aprobado el 5 de marzo de 2011 y se va a utilizar con el del 1 de junio de 2011.
Blasonamiento:
De plata, un oso rampante en sus colores sosteniendo una cruz-espada de azur adornada de oro y plata, y un escudo de azur bordeado y con la cruz mari, ambos, de oro. Al timbre, una corona de oro.

## Evolución histórica del escudo

Escudo de armas de la República Autónoma Socialista Soviética Mari
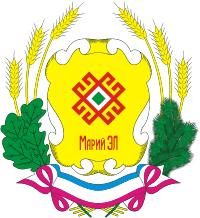
Escudo de armas de la República de Mari-El (1993-2006)
Escudo de armas de la República de Mari-El (2006-2011)

- Datos: Q1971908